# Maorithyas marama
Maorithyas marama är en musselart som beskrevs av Fleming 1950. Maorithyas marama ingår i släktet Maorithyas och familjen Thyasiridae. Inga underarter finns listade i Catalogue of Life.